# برلمان فنلندا
الإدوسكونتا (بالفنلندية: eduskunta) أو برلمان فنلندا. يجتمع أعضاء البرلمان أحادي الغرفة المئتان في مبناه الإدوسكونتاتالو (eduskuntatalo) بعاصمة البلاد هلسنكي.

## الدستور
بموجب دستور فنلندا، يمارس أعضاء البرلمان المئتان سلطة صنع قرار عـُليا في فنلندا. السيادة للشعب وسلطته مناطة بالبرلمان. يمرر التشريعات، ويـُقر الموازنة العامة للدولة، يوافق على المعاهدات الدولية، ويراقب على أنشطة الحكومة. قد يعدل الدستور، يسبب استقالة مجلس الدولة، يلغي الفيتو الرئاسي؛ وأعماله لا تخضع للمراجعة قضائية. قد يبدأ التشريع من قبل مجلس الدولة، أو أحد أعضاء الإدوسكونتا. لإجراء تغييرات على الدستور، يجب أن تتم الموافقة على التعديلات مرتين من قبل الإدوسكونتا، في فترتين انتخابيتين متتاليتين بانتخابات عامة تجرى بينهما.
يتمتع أعضاء البرلمان بالحصانة البرلمانية: من دون موافقة البرلمان، لا يـُحاكم الأعضاء عن أي شيء يقولونه خلال الدورة أو ما يفعلونه في سياق الأعمال البرلمانية، أو أن يـُعتقلوا أو يـُحتجزوا باستثناء الجرائم الخطيرة.